# Michele Desubleo

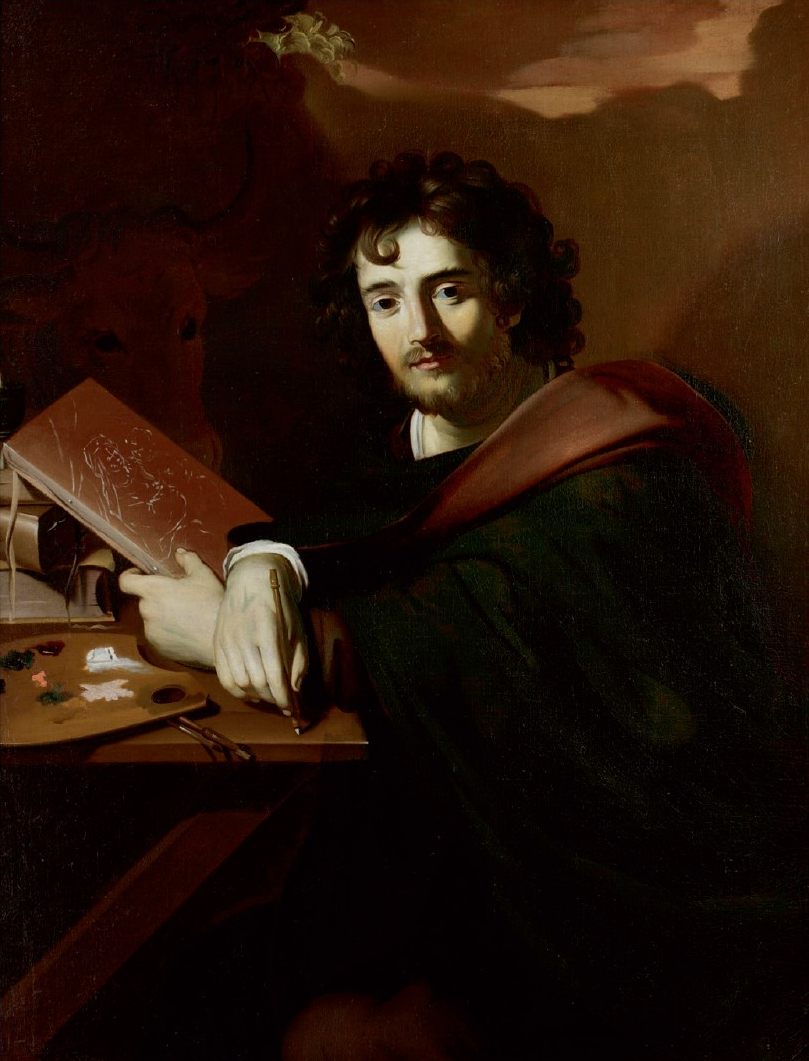
Autorretrato en la figura de San Lucas

Michele Desubleo, nombre italianizado de Michel De Sobleau o Michel Desoubleay (Maubeuge, 1601 - Parma, 1676) fue un pintor flamenco instalado desde muy joven en Italia, adonde llegó acompañando a su hermanastro Nicolas Régnier. También es conocido como Michele Fiammingo.

## Biografía
Se formó en su país, antes de llegar a Roma muy joven (doc. 1624-1625). Allí se reunió con su medio-hermano Nicolas Régnier y contactó con la colonia de caravaggistas nórdicos que allí residían. Sus obras fueron apreciadas por colleccionistas del calibre del Marquis Vincenzo Giustiniani.

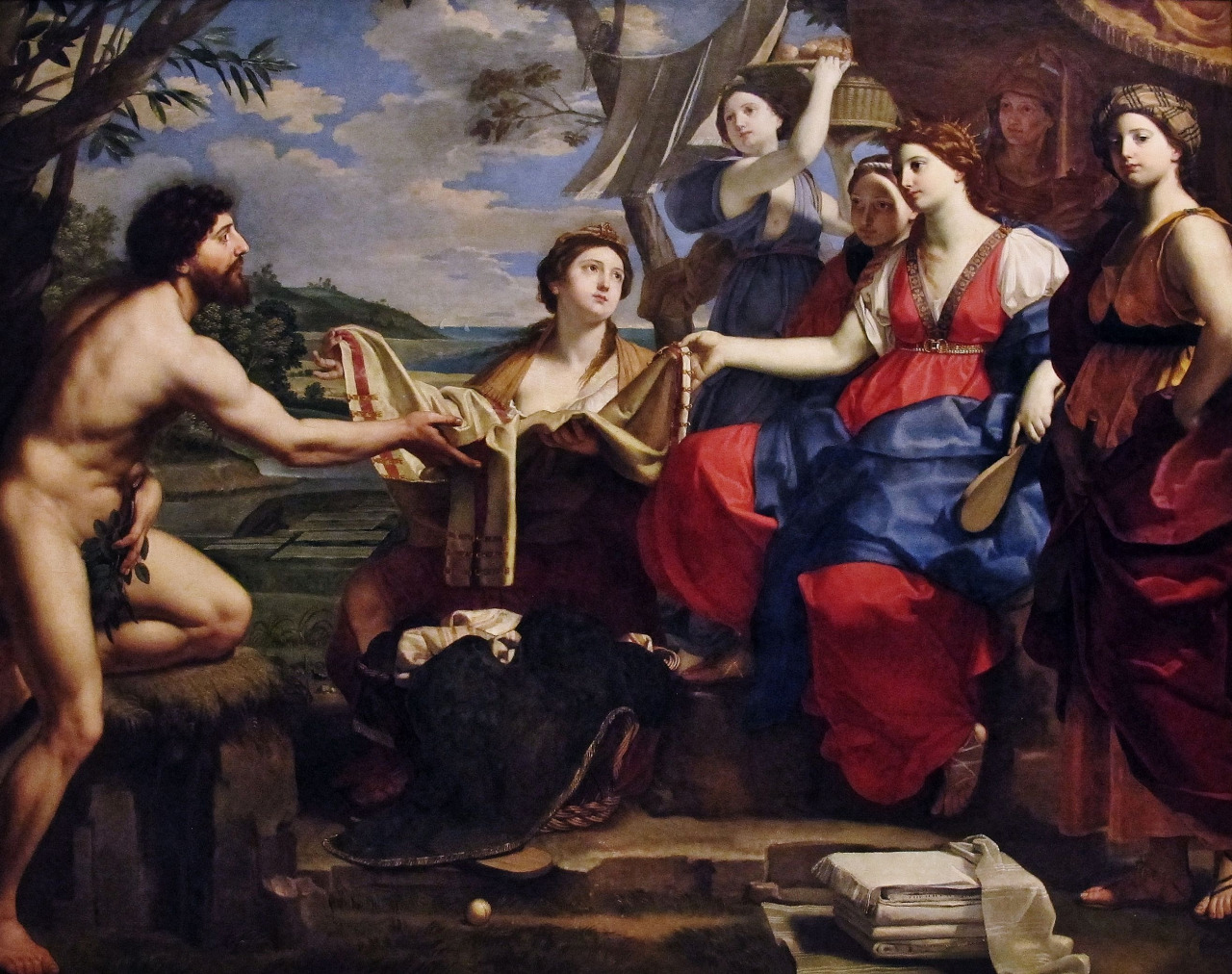
Ulises y Nausicaa

Al principio de los años 1630 era a Bolonia, donde se estableció y trabajó en el taller de Guido Reni. En esta ciudad dejó obras que representan una eficaz fusión entre sus raíces nórdicas y las enseñanzas de Guido Reni. Su especialidad fueron los cuadros alegóricos y mitológicos, que tuvieron un público culto y de elevado rango.
A principios de la década de 1650 Michele Desubleo pintó por el Duca de Módena Francesco I d'Este Sueño de San José (Modena, Chiesa del Paradisino) y Éxtasis de San Francisco (Capilla del Palazzo Ducale, Sassuolo).
En 1654 Desubleo es documentado a Venecia, donde ya trabajaba Régnier. En la ciudad de la Laguna, Desubleo se convirtió en una especie de embajador del estilo de Reni, que en la Serenísima todavía era bastante desconocido. Tras una breve estancia en Milán, non documentada, concluyó su carrera en Parma, donde falleció en 1676.

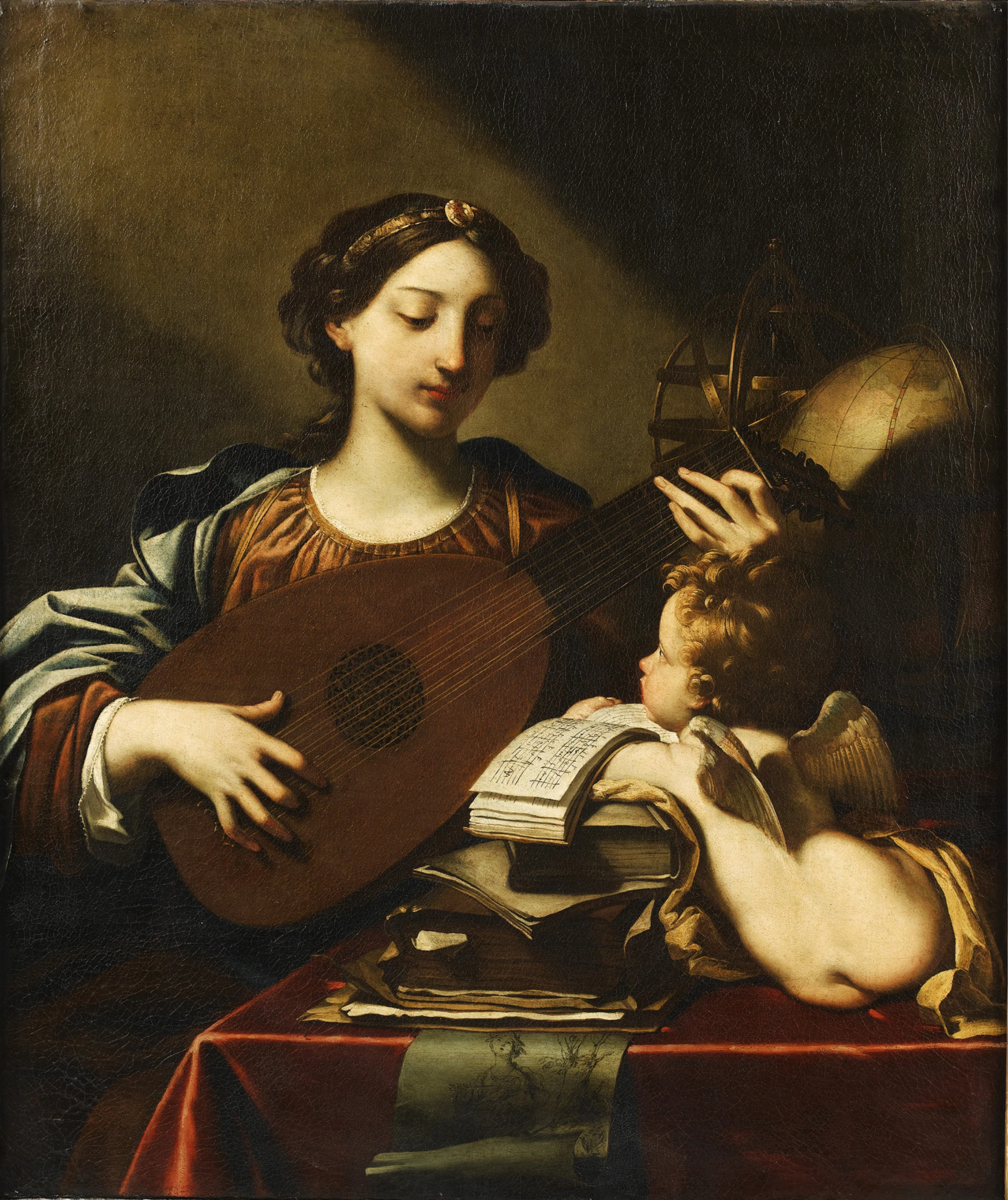
Alegoría de la música

## Obras destacadas
- Susana y los viejos (perdida, primera obra documentada)
- Muerte de Adonis (Pinacoteca Nazionale, Bolonia)[3]
- Sagrada Familia (1640, Borgo Panicale)
- Tancredo y Clorinda (1641, Palazzo Pitti)
- Cristo se aparece a los pobres acompañado de San Agustín (1646, San Giacomo, Bolonia)
- Venus y Adonis (Apsley House, Londres)
- San Juan Bautista en el desierto (National Gallery of Ireland, Dublín)
- Hércules y Omfale (Pinacoteca Nazionale, Siena)
- Diana (Collezioni Comunali d'Arte, Bolonia)
- Apolo (Collezioni Comunali d'Arte, Bolonia)

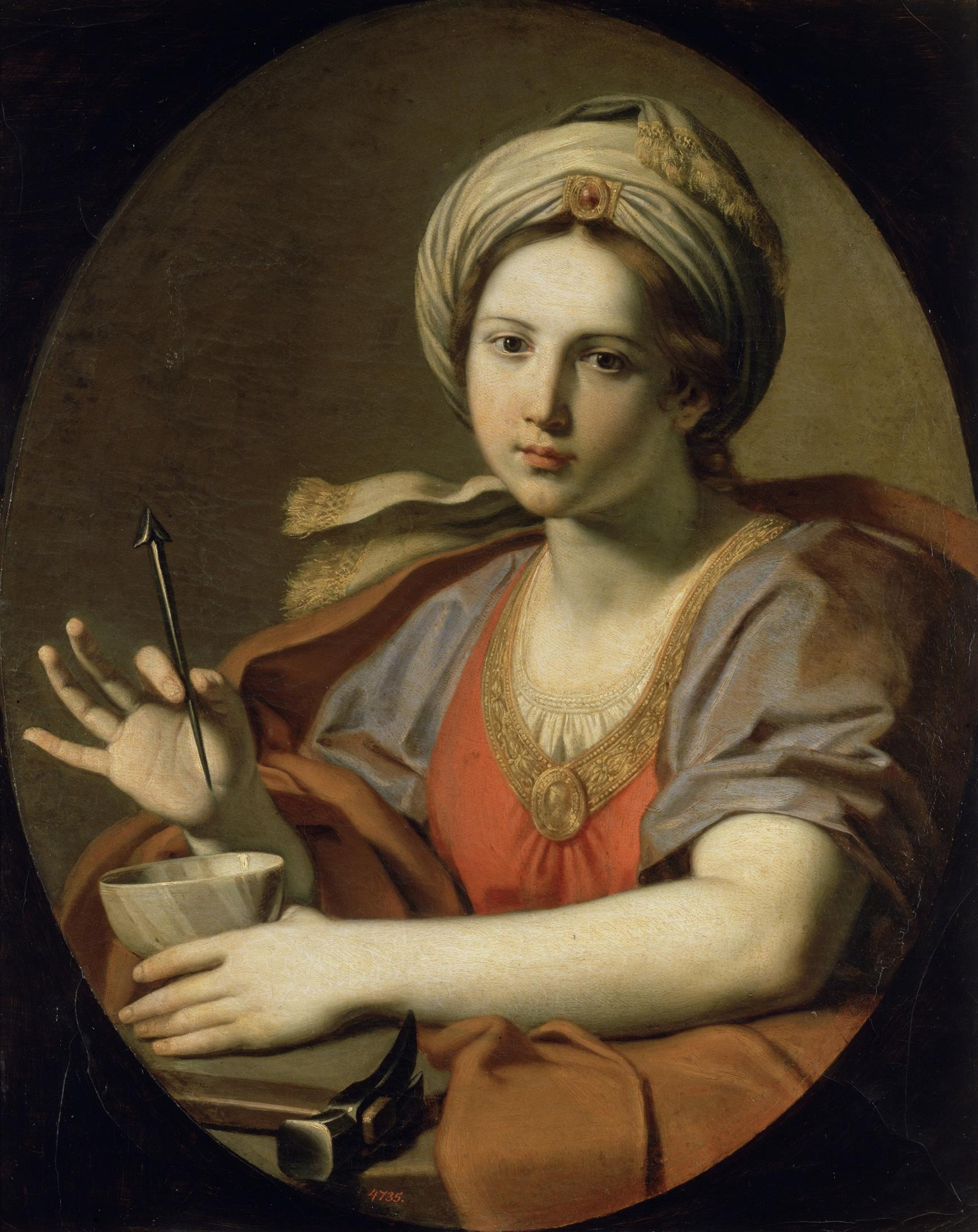
Yael

- Herminia y Tancredo (Uffizi, Florencia)
- Diana cazadora (Palazzo Pitti, Florencia)
- Angélica y Medoro (Museum National of Arts, Moldavia)
- Sueño de San José (c. 1650, iglesia del Paradisino, Modena)
- Virgen de la Rosa (c. 1650, Banca Popolare Emilia-Romagna)
- Éxtasis de San Francisco (1654, Capilla del Palazzo Ducale, Sassuolo)
- Cristo en el Huerto de los Olivos (San Zaccaria, Venecia)
- Virgen con santos (Catedral de Parma)
- Amor Sacro vence al Amor Profano (antes en Sant'Anna, Monticelli)
- Ulises y Nausicaa (Museo e Real Bosco di Capodimonte, Nápoles)
- Tancredo bautiza a Clorinda (c. 1666, Banca Popolare Emilia-Romagna)